# ルール・ポケット
ルール・ポケット（英語: Ruhr Pocket）は、第二次世界大戦末期の1945年3月から4月にかけてドイツのルール地方で行われた包囲戦である。これは西部戦線におけるナチス・ドイツの最後の組織的抵抗であり、30万人以上の兵士が捕虜となった。

## 背景
1945年3月、連合国軍はライン川を越えた。ルール南部のオマール・ブラッドレーのアメリカ第12軍集団による崩壊したドイツ軍の追撃の結果、アメリカ第1軍はレマーゲンでライン川にかかるルーデンドルフ橋を確保した。ブラッドレーと配下の部隊は1945年3月7日に迅速に渡河し、橋が10日後に崩落するまでに橋頭堡を拡げた。ルール北部では1945年3月23日、モントゴメリー元帥のイギリス第21軍集団がプランダー作戦を行い、レースとヴェーゼルでライン川を渡った。

## 戦闘
ライン川の渡河によって、二つの軍集団はドイツ内部に展開することになった。南部ではアメリカ第3軍が東に向かい、第1軍は北東に向かいルール包囲網を南側から形成した。北部では、イギリス第21軍集団が東と北東に向かう間、バルジの戦い以降モントゴメリーの第21軍集団に属していたアメリカ第9軍が南東に向かい、包囲網を北側から形成した。連合国軍に対したのは疲弊した国防軍と少数のSSの教育部隊、大多数の国民突撃隊（第一次世界大戦経験者を含む老人の民兵）と12歳の少年から構成されるヒトラーユーゲントだった。
二つのハサミの先頭部隊は1945年4月1日にリップシュタットの近くで合流した。4月4日、包囲網が完成し第9軍はブラッドレーの第12軍集団に復帰した。ルール・ポケットにはドイツ国防軍の21個師団からなるB軍集団の43万人の兵士と夥しい爆撃で破壊された都市に閉じ込められた数百万の市民がいた。
主な作戦が中央及び北部ドイツに向けられた間、アメリカ軍は包囲網に集中しそれを細かく分断した。1945年4月12日、アメリカ第1軍と第9軍はポケットを南から分断し、東側のドイツ軍は翌日に降伏した。西側は1945年4月18日から4月21日にかけて弱く抵抗し続けた。ヴァルター・モーデル元帥は、降伏することでアドルフ・ヒトラーへの死ぬまで戦うという個人的誓約を破るよりも、デュースブルクの南部の森で自決することを選んだ。
デュッセルドルフのドイツ人反ナチス抵抗グループはデュッセルドルフのさらなる破壊を避けるため連合国軍に降伏しようと試み、この行動は「アクツィオーン・ラインラント」と呼ばれている。しかし、SS部隊はレジスタンスを鎮圧し、関係者を処刑した。ゲシュタポによる外国人労働者や政治犯の処刑は2月から行われていた。レジスタンスの行動により、別の800機の爆撃機による市のさらなる爆撃は回避された。デュッセルドルフは大きな戦闘なしに4月17日にアメリカ軍により占領された。
ルール・ポケットで生き残った325,000人のドイツ軍将兵と若干の民間人は、「ライン牧草地キャンプ (Rheinwiesenlager) 」として知られる一時収容施設に収容された。